# Lebogang Manyama
Lebogang Manyama (Tembisa, 13 settembre 1990) è un ex calciatore sudafricano, di ruolo centrocampista.

## Caratteristiche tecniche
È un trequartista.

## Carriera

### Club
Ha giocato nella prima divisione sudafricana ed in quella turca.

### Nazionale
Tra il 2013 ed il 2020 ha totalizzato complessivamente 19 presenze ed una rete con la maglia della nazionale sudafricana.

## Statistiche

### Presenze e reti nei club
Statistiche aggiornate al 19 maggio 2017.
| Stagione                 | Squadra                  | Campionato               | Campionato | Campionato | Coppe nazionali | Coppe nazionali | Coppe nazionali | Coppe continentali | Coppe continentali | Coppe continentali | Altre coppe | Altre coppe | Altre coppe | Totale | Totale |
| Stagione                 | Squadra                  | Comp                     | Pres       | Reti       | Comp            | Pres            | Reti            | Comp               | Pres               | Reti               | Comp        | Pres        | Reti        | Pres   | Reti   |
| ------------------------ | ------------------------ | ------------------------ | ---------- | ---------- | --------------- | --------------- | --------------- | ------------------ | ------------------ | ------------------ | ----------- | ----------- | ----------- | ------ | ------ |
| 2010-2011                | Ajax Cape Town           | PSL                      | 22         | 1          | CS+CL+8C        | 0               | 0               | -                  | -                  | -                  | -           | -           | -           | 22     | 1      |
| 2011-2012                | Ajax Cape Town           | PSL                      | 29         | 6          | CS+CL+8C        | 0+2+3           | 0               | -                  | -                  | -                  | -           | -           | -           | 34     | 6      |
| 2012-2013                | Ajax Cape Town           | PSL                      | 26         | 5          | CS+CL+8C        | 1+1+0           | 0               | -                  | -                  | -                  | -           | -           | -           | 28     | 5      |
| 2013-gen. 2014           | Ajax Cape Town           | PSL                      | 14         | 4          | CS+CL+8C        | 0               | 0               | -                  | -                  | -                  | -           | -           | -           | 14     | 4      |
| Totale Ajax Cape Town    | Totale Ajax Cape Town    | Totale Ajax Cape Town    | 91         | 16         |                 | 7               | 0               |                    | -                  | -                  |             | -           | -           | 89     | 16     |
| gen.-giu. 2014           | SuperSport Utd           | PSL                      | 13         | 1          | CS+CL+8C        | 3+0+0           | 0               | -                  | -                  | -                  | -           | -           | -           | 16     | 1      |
| 2014-2015                | SuperSport Utd           | PSL                      | 16         | 3          | CS+CL+8C        | 3+4+1           | 0+2+0           | -                  | -                  | -                  | -           | -           | -           | 24     | 5      |
| ago. 2015                | SuperSport Utd           | PSL                      | 0          | 0          | CS+CL+8C        | 0+0+1           | 0               | -                  | -                  | -                  | -           | -           | -           | 1      | 0      |
| Totale Supersport United | Totale Supersport United | Totale Supersport United | 29         | 4          |                 | 12              | 2               |                    | -                  | -                  |             | -           | -           | 31     | 6      |
| 2015-2016                | Mpumalanga Black Aces    | PSL                      | 14         | 3          | CS+CL+8C        | 0+2+0           | 0               | -                  | -                  | -                  | -           | -           | -           | 16     | 3      |
| 2016-2017                | Cape Town City           | PSL                      | 29         | 13         | CS+CL+8C        | 1+4+3           | 0+1+0           | -                  | -                  | -                  | -           | -           | -           | 37     | 14     |
| Totale carriera          | Totale carriera          | Totale carriera          | 163        | 36         |                 | 29              | 3               |                    | -                  | -                  |             | -           | -           | 192    | 39     |

### Cronologia presenze e reti in nazionale
| Cronologia completa delle presenze e delle reti in nazionale ― Sudafrica | Cronologia completa delle presenze e delle reti in nazionale ― Sudafrica | Cronologia completa delle presenze e delle reti in nazionale ― Sudafrica | Cronologia completa delle presenze e delle reti in nazionale ― Sudafrica | Cronologia completa delle presenze e delle reti in nazionale ― Sudafrica | Cronologia completa delle presenze e delle reti in nazionale ― Sudafrica | Cronologia completa delle presenze e delle reti in nazionale ― Sudafrica | Cronologia completa delle presenze e delle reti in nazionale ― Sudafrica |
| Data                                                                     | Città                                                                    | In casa                                                                  | Risultato                                                                | Ospiti                                                                   | Competizione                                                             | Reti                                                                     | Note                                                                     |
| ------------------------------------------------------------------------ | ------------------------------------------------------------------------ | ------------------------------------------------------------------------ | ------------------------------------------------------------------------ | ------------------------------------------------------------------------ | ------------------------------------------------------------------------ | ------------------------------------------------------------------------ | ------------------------------------------------------------------------ |
| 13-7-2013                                                                | Lusaka                                                                   | Sudafrica                                                                | 2 – 1                                                                    | Namibia                                                                  | Amichevole                                                               | -                                                                        |                                                                          |
| 17-7-2013                                                                | Ndola                                                                    | Sudafrica                                                                | 0 – 0 (3 – 5 dtr)                                                        | Zambia                                                                   | Amichevole                                                               | -                                                                        |                                                                          |
| 20-7-2013                                                                | Ndola                                                                    | Lesotho                                                                  | 1 – 2                                                                    | Sudafrica                                                                | Amichevole                                                               | -                                                                        |                                                                          |
| 14-8-2013                                                                | Durban                                                                   | Sudafrica                                                                | 0 – 2                                                                    | Nigeria                                                                  | Amichevole                                                               | -                                                                        | 80’                                                                      |
| 17-8-2013                                                                | Johannesburg                                                             | Sudafrica                                                                | 2 – 0                                                                    | Burkina Faso                                                             | Amichevole                                                               | -                                                                        | 56’                                                                      |
| 10-9-2013                                                                | Johannesburg                                                             | Sudafrica                                                                | 1 – 2                                                                    | Zimbabwe                                                                 | Amichevole                                                               | -                                                                        | 46’                                                                      |
| 27-5-2015                                                                | Phokeng                                                                  | Sudafrica                                                                | 0 – 0 dts (4 – 5 dtr)                                                    | Malawi                                                                   | Amichevole                                                               | -                                                                        | 63’                                                                      |
| 25-3-2017                                                                | Durban                                                                   | Sudafrica                                                                | 3 – 1                                                                    | Guinea-Bissau                                                            | Amichevole                                                               | -                                                                        | 67’                                                                      |
| 28-3-2017                                                                | East London                                                              | Sudafrica                                                                | 0 – 0                                                                    | Angola                                                                   | Amichevole                                                               | -                                                                        | 46’                                                                      |
| 10-6-2017                                                                | Uyo                                                                      | Nigeria                                                                  | 0 – 2                                                                    | Sudafrica                                                                | Qual. Coppa d'Africa 2019                                                | -                                                                        | 65’                                                                      |
| 13-6-2017                                                                | Moruleng                                                                 | Sudafrica                                                                | 1 – 2                                                                    | Zambia                                                                   | Amichevole                                                               | 1                                                                        |                                                                          |
| 1-9-2017                                                                 | Praia                                                                    | Capo Verde                                                               | 2 – 1                                                                    | Sudafrica                                                                | Qual. Mondiali 2018                                                      | -                                                                        | 54’                                                                      |
| 5-9-2017                                                                 | Durban                                                                   | Sudafrica                                                                | 1 – 2                                                                    | Capo Verde                                                               | Qual. Mondiali 2018                                                      | -                                                                        | 56’                                                                      |
| 7-10-2017                                                                | Bloemfontein                                                             | Sudafrica                                                                | 3 – 1                                                                    | Burkina Faso                                                             | Qual. Mondiali 2018                                                      | -                                                                        | 82’                                                                      |
| 10-11-2017                                                               | Polokwane                                                                | Sudafrica                                                                | 0 – 2                                                                    | Senegal                                                                  | Qual. Mondiali 2018                                                      | -                                                                        | 63’                                                                      |
| 14-11-2017                                                               | Dakar                                                                    | Senegal                                                                  | 2 – 1                                                                    | Sudafrica                                                                | Qual. Mondiali 2018                                                      | -                                                                        | 84’                                                                      |
| 17-11-2019                                                               | Durban                                                                   | Sudafrica                                                                | 1 – 0                                                                    | Sudan                                                                    | Qual. Coppa d'Africa 2021                                                | -                                                                        | 69’                                                                      |
| 13-11-2020                                                               | Johannesburg                                                             | Sudafrica                                                                | 2 – 0                                                                    | São Tomé e Príncipe                                                      | Qual. Coppa d'Africa 2021                                                | -                                                                        | 90+2’                                                                    |
| 17-11-2020                                                               | Port Elizabeth                                                           | São Tomé e Príncipe                                                      | 2 – 4                                                                    | Sudafrica                                                                | Qual. Coppa d'Africa 2021                                                | -                                                                        | 71’                                                                      |
| Totale                                                                   |                                                                          | Presenze                                                                 | 19                                                                       |                                                                          | Reti                                                                     | 1                                                                        |                                                                          |

## Palmarès
- Coppa di Lega sudafricana: 2

Ajax Cape Town: 2014-2015, 2016